# آلل (گروه موسیقی)
آلل (به انگلیسی: Allele) یک گروه موسیقی آلترنتیو متال امریکایی است که در در سال ۲۰۰۲ شکل گرفت. اعضای گروه والی وود (آواز)، کلی هیز (گیتار)، جاش اسکات (گیتار)، تیم تابین (بیس) و جانکارلو آتنزیو (درامز) هستند. آلل تا به امروز تنها یک آلبوم استودیویی به‌نام اشاره به اصل منتشر کرده است.

## تاریخچه
گروه آلل در سال ۲۰۰۲ توسط والی وود و لین میوریک تشکیل شد. آنها برای تکمیل اعضای گروه به جستجو پرداختند و سرانجام گیتاریست سابق گروه "کلد"، کلی هیز وارد گروه شد. چندی بعد نوازنده بیس (تیم تابین) و درامز (جانکارلو آتنزیو) هم به آلل پیوستند. در سال ۲۰۰۴ گروه با کمپانی "کورپریت پانیشمنت" به توافق رسید که منجر به انتشار نخستین آلبوم رسمی با نام اشاره به اصل در تاریخ ۲۵ اکتبر ۲۰۰۵ شد.
در اوایل ماه ژوئن ۲۰۰۶ اعلام شد که کلی هیز گروه را ترک کرده است. همچنین در اواخر همان ماه خواننده والی وود نیز به دلیل نامعلومی از آلل جدا شد. جای او را اندی تول گرفت  و آلل به تورش ادامه داد. تا اینکه در اواخر سال ۲۰۰۶ اعلام شد که گروه آلل منحل شده است. آن‌ها از سال ۲۰۰۹ دوباره فعالیت‌شان را آغاز کرده‌اند.

## اعضا
- والی وود - (خواننده) (۲۰۰۲ - ۲۰۰۶)
- کلی هیز - (گیتاریست) (۲۰۰۲ - ۲۰۰۶)
- میسون رومین - (گیتاریست)
- تیم تابین - (بیسیست) (۲۰۰۲ - ۲۰۰۶)
- جانکارلو آتنزیو - (درامر) (۲۰۰۲ - ۲۰۰۶)
- لین میوریک - (گیتاریست) (۲۰۰۲ - ۲۰۰۶)
- اندی تول - (خواننده) (۲۰۰۶)

## آلبوم ها
- اشاره به اصل (۲۰۰۵)